# Emil Reich
Emil Reich (Eperjes, 1854. március 24.– London, 1910. december 11.) történész, esszéíró.

## Élete
Jogi tanulmányait Prágában, Budapesten és Bécsben végezte, ahol doktori címet is kapott. 1884-ben emigrált az Amerikai Egyesült Államokba és munkát kapott az Appleton's-nál enciklopédia írására. Apja halála után családja egy része visszatért Budapestre. 1889-ben Franciaországba, majd ezt követően Angliába utazott, ahol letelepedett és az oxfordi, londoni, cambridge-i egyetemeken tartott nagy népszerűségnek örvendő ismeretterjesztő előadásokat történetfilozófiai, etikai és társadalmi kérdésekről, liberális szellemben.
Angol nyelven megjelent magyar irodalomtörténete az első angol nyelvű kísérlet irodalmi alkotásaink összefoglaló méltatására. Hagyatékának egy része a budapesti Egyetemi Könyvtár kézirattárában található.
Felesége Céline Labulle francia volt. Az 1911-es Encyclopædia Britannicaban írói jegye: E. Re.

## Művei
- 1887 History of Civilization - Being a course of lectures on the origin and development of the main institutions of mankind
- 1890 Graeco-Roman Institutions, from Anti-evolutionist Points of View
- 1898/1906 Hungarian literature - An historical and critical survey. London
- 1902 A General History of Western Nations from 5000 BC to 1900 AD
- 1905 The Failure of the 'Higher Criticism' of the Bible
- 1908 Handbook of Geography, Descriptive and Mathematical
- 1908 Woman through the Ages
- 1908 Atlas Antiquus
- Select Documents Illustrating Mediæval and Modern History
- Imperialism